# Robert Nothhelfer
Robert Nothhelfer (* 1969 in Villingen-Schwenningen) ist ein deutscher Wirtschaftswissenschaftler und Hochschullehrer an der Hochschule Pforzheim.

## Werdegang
Nach dem Abitur am Kolleg St. Blasien und Ableistung des Wehrdiensts bei der Bundeswehr absolvierte er eine Ausbildung zum Bankkaufmann bei der Deutschen Bank in Freiburg. Danach studierte er von 1992 bis 1997 Volkswirtschaftslehre in Freiburg und Bonn. Er schloss sein Studium zum Diplom-Volkswirt an der Universität Freiburg 1997 und promovierte 2000 über das Thema „Lernprozesse in Organisationen“, ebenfalls an der Universität Freiburg. Von 1997 bis 2014 arbeitete er für BDO, Bertelsmann AG Gütersloh und Lidl/Schwarzgruppe in Fach- und Führungsfunktionen im Bereich kaufmännische Verwaltung, Finanz- und Rechnungswesen.
Seit 2014 ist er Professor für allgemeine Betriebswirtschaftslehre und externes Rechnungswesen. Ergänzend berät er als Sicherungstreuhänder Unternehmen in Zusammenschlussverfahren.

## Publikationen (Auswahl)
- Lernprozesse in Organisationen. Lang, Bern 2001
- Financial Accounting. De Gruyter/Oldenbourg, Berlin 2017, ISBN 978-3-11-052106-1
- Implementing compliance management systems. In: Legal Risk Management, Governance and Compliance.  Globe Business Planning, 2013, S. 419–430.